# Erick Musso
Erick Cabral Musso (Vitória, 19 de fevereiro de 1987) é um político brasileiro filiado ao Republicanos. Foi vereador de Aracruz, deputado estadual do Espírito Santo por dois mandatos, e presidente da Assembleia Legislativa do Espírito Santo (ALES) por três biênios consecutivos.

## Biografia
Erick Musso nasceu em Vitória e foi criado em Aracruz, cidade do interior capixaba, onde iniciou sua carreira política. Seu avô, Heraldo Barbosa Musso, foi duas vezes prefeito de Aracruz e deputado estadual por três mandatos. Erick disputou sua primeira eleição para vereador de Aracruz em 2008 e perdeu, mas foi eleito para o cargo em 2012, aos 25 anos, tendo sido o mais votado no pleito. Foi eleito presidente da Câmara Municipal dois anos depois.
Em 2014, Musso foi eleito deputado estadual do Espírito Santo com 14.638 votos. Foi eleito presidente da Assembleia Legislativa do Espírito Santo em 2017. Foi reeleito deputado em 2018 com 21.188 votos, reeleito presidente da ALES em fevereiro de 2019. Em novembro de 2019, a redação do jornal A Gazeta publicou um artigo listando medidas de Musso que o caracterizavam como uma "raposa política" e "estrategista". No fim do mesmo mês, Musso conduziu uma eleição antecipada para a Mesa Diretora da ALES, para o biênio 2021-23, na qual ele foi o único candidato, mas a votação foi anulada. Posteriormente, Musso foi reeleito presidente da Assembleia Legislativa em 2021, e a validade de sua reeleição foi confirmada pelo Supremo Tribunal Federal. Em janeiro do ano seguinte, ele se manifestou contra medidas restritivas ao comércio e indústria devido à pandemia de COVID-19. Foi anunciado como candidato ao Senado Federal nas eleições de 2022, recebendo o apoio de Patriota, PSC e UNIÃO. No pleito, ficou em terceiro lugar com 17,25% dos votos, sendo derrotado por Magno Malta.
Em 2025, Musso foi nomeado como secretário municipal de Governo pelo prefeito de Vitória, Lorenzo Pazolini.

## Histórico eleitoral
| Ano  | Eleição                    | Coligação | Partido      | Candidato a       | Votos            | Resultado  | Ref.   |
| ---- | -------------------------- | --- | ------------ | ----------------- | ---------------- | ---------- | ------ |
| 2008 | Municipal de Aracruz       | Frente pelo Desenvolvimento com Verdade e Humanidade                                                          | PSDB         | Vereador          | 447 (1,08%)      | Suplente   | [ 19 ] |
| 2012 | Municipal de Aracruz       | Lealdade e Compromisso (PP / PTB / PPS / DEM / PTdoB)                                                         | PP           | Vereador          | 1.546 (3,36%)    | Eleito     | [ 19 ] |
| 2014 | Estadual no Espírito Santo | Frente Inovar para Renovar (PTN / PSL / PTdoB / PP / PTB)                                                     | PP           | Deputado estadual | 14.638 (0,83%)   | Eleito     | [ 19 ] |
| 2016 | Municipal de Aracruz       | #TodosConectados (PMDB / PDT / PP / PT / PSC / PRTB / PHS / PMN / PV / PSDB / PEN / PTdoB / PSB / PROS / PSD) | PMDB         | Prefeito          | 13.263 (26,51%)  | Não eleito | [ 19 ] |
| 2018 | Estadual no Espírito Santo | Coligação em Defesa da Vida e da Família (PR / PRB / PSL)                                                     | PRB          | Deputado estadual | 21.188 (1,16%)   | Eleito     | [ 19 ] |
| 2022 | Estadual no Espírito Santo | Chegou a Hora do Povo (Republicanos / UNIÃO / PSC / Patriota)                                                 | Republicanos | Senador           | 337.642 (17,25%) | Não eleito | [ 20 ] |